# Hamar (narod)
Hamar (ponekad o Hamer ) je omotska zajednica koja naseljava jugozapadnu Etiopiju. Žive u woredi Hamer, plodnom dijelu doline rijeke Omo, u zoni Debub Omo, u Regiji Južnih naroda, narodnosti i etničkih grupa. Oni su u velikoj mjeri pastoralisti, pa njihova kultura daje veliku vrijednost stoci. 

## Demografija
Prema popisu stanovništva iz 2003. godine, ova etnička grupa obuhvaća 46.532 osobe, od čega oko 10.000 otpada na gradsko stanovništvo. Velika većina (99,13%) živi u Regiji Južnih naroda, narodnosti i etničkih grupa.
Prema etiopskom nacionalnom popisu stanovništva iz 1994. godine, bilo je 42.838 govornika jezika Hamera i 42.448 osoba koje se se etnički izjasnile kao Hamer, što predstavlja otprilike 0,1% ukupne etiopske populacije.
Hamar je poznat po svom jedinstvenom običaju "preskakanje bikova", koji predatavlja ritual inicijacije dječaka u muškarce. Prvo, ženska rodbina pleše i pozivaju muškaraca koji su nedavno inicirani da ih bičuju. Ovim pokazuje njihovu potporu dječacima koji prolaze inicijaciju, a njihovi ožiljci im daju pravo da biraju za koga će se vjenčati. 
Dječak mora dvaput pretrčati naprijed-nazad preko leđa niza bikova ili kastriranih volova, a ako ne uspije, biva ismijan.
Prema riječima pomoćnika administratora Hamer Bena, Atoa Imneta Gashaba, samo sedam članova plemena ikad završilo srednju školu. 
Mingi, u religiji Hamara i srodnih plemena, je stanje nečistosti ili "ritualne zagađenosti". Osoba, često dijete, za koje se smatralo da je mingi, ubija se prisilnim trajnim odvajanjem od plemena tako što se ostavlja sama u džungli ili utapanjem u rijeci.

## Poveznice
- Hamer-Banna jezik

## Hamar u filmovima
- 1973. - Rijeke pijeska, Roberta Gardnera, u boji, 83 min
- 1994. Sweet Sorghum: Kći etnografa sjeća se života u Hamaru, u južnoj Etiopiji : film Ive Streckera i Jeana Lydalla i njihove kćeri Kaire Strecker. Proizvodnja IWF-a. Watertown, Massachusetts: Dokumentarni obrazovni resursi, [objavljeno c. 1997.]. VHS. Voditeljica / pripovjedačica, Kaira Strecker; producent, Rolf Husmann.
- Izdanje iz 1996. - "Hamarska trilogija." Serija od tri filma Joanne Head i Jean Lydell; distribuira Filmakers Library, NYC. Naslovi u seriji su: Žene koje se osmjehuju, Dvije djevojke idu u lov i Naš način ljubavi.
- 2001 - Dukina dilema: posjet Hamaru, Južna Etiopija. Film Jean Lydall i Kaira Strecker. Watertown, Massachusetts: Dokumentarni obrazovni resursi, objavljen 2004. godine. DVD. Kamera, zvuk i montaža, Kaira Strecker; antropologije i proizvodnje, Jean Lydall.
- 2001. - Posljednji ratnici: Plemena Hamar i Karo: U potrazi za Mingijem. A Trans Media produkcija; Južna zvijezda. Princeton, New Jersey: Filmovi za humanističke znanosti. VHS. From The Last Warriors: Sedam plemena na rubu izumiranja. Producent serije / izvršni producent, Michael Willesee Jr .; pisac / redatelj, Ben Ulm. ISBN 0-7365-3606-X

## Diskografija
- 2003 - Nyabole: Hamar - Južna Etiopija. CD. Muzejska zbirka Berlinske serije. Snimljeno između 1970. i 1976. godine, a izvorno objavljeno u LP 1968. Mainz, Njemačka: Wergo.

## Vanjske poveznice
- Hamer stranica s BBC-a
- Ljudi Afrike
- Otkriveni kanal
- Video sa seoskog tržišta Hamer - YouTube
- Video skakanja bikova - YouTube
- Fotografije snimljene pripadnicima plemena Hamar, veljača 2010
- Hamer i ljudi iz doline Omoa (Fotografije Jean Buet)  Arhivirana inačica izvorne stranice od 22. prosinca 2014. (Wayback Machine)